# Tristan Dupuis
Pour les articles homonymes, voir Dupuis (homonymie).
Tristan Dupuis est un illustrateur français.